# Wyoming (New York)
Wyoming est un village du comté de Wyoming, dans l'État de New York, aux États-Unis,. En 2010, il compte une population de 434 habitants.

## Démographie
Lors du recensement de 2010, le village comptait une population de 434 habitants, tandis qu'en 2016, elle est estimée à 417 habitants.